# Commission des Nations unies pour la Palestine
La commission des Nations unies pour la Palestine (UNCCP en anglais) a été créée par la résolution 181 du Conseil de sécurité des Nations unies ([Quand ?]). Elle avait pour objectif de mettre en œuvre le plan de partage de la Palestine et d'agir comme gouvernement provisoire de la Palestine. La Guerre civile de 1947-1948 en Palestine mandataire et un manque de coopération du gouvernement britannique ont empêché la Commission de s'acquitter de ses responsabilités.
En 1951, la commission estime le total des terres palestiniennes appropriées par l’État d’Israël à 16,7 millions de dunams (soit 16 700 km²).